# Facultad de Derecho Esade
La Facultad de Derecho Esade es una facultad de derecho de la Universidad Ramon Llull. 
Fue fundada por la Escuela Superior de Administración y Dirección de Empresas en 1993 y en 1995 se incorporó como facultad a la Universidad Ramon Llull.

## Campus
Su campus ocupa 32 655 m² en el barrio barcelonés de Pedralbes y consta de tres edificios además del centro de reuniones "Esade Forum".

## Programas académicos
Los programas académicos adaptados al Espacio Europeo de Educación Superior, son los siguientes: 
- Grado:
  - Grado en Derecho
  - Doble Grado en Derecho y Dirección de Empresas
  - Grado en Derecho y Bachelor in Global Governance
- Postgrado:
  - Másteres
  - Módulos de Especialización
  - Programa de Doctorado